# Vercana
Vercana (Vercana in dialetto comasco, AFI: /verˈkana/) è un comune italiano di 728 abitanti della provincia di Como in Lombardia. Il suo nome significa "canto di primavera" Ver(primavera) cana(dal latino canare ovvero cantare). Il comune fa parte della Comunità Montana dell'Alto Lario Occidentale.

## Geografia fisica
Il territorio comunale di Vercana si sviluppa a partire dalle sponde del Lago di Como in direzione dei monti dell'Alto Lario, seguendo la valle scavata dal torrente Bares, il quale forma una serie di profonde pozze. Il nome di questo corso d'acqua avrebbe un'origine comune con il termine tedesco Bär, ossia "orso".
L'accesso alla località con l'automobile è possibile con due scelte: la prima e consigliabile è imboccare la SP3 a Domaso dove c'è lo svincolo verso Vercana procedendo sempre dritti;  la seconda scelta invece è percorrere con un mezzo fuori strada si parte da Gera Lario prendendo direzione SP2 per Trezzone procedendo sempre dritti fino alla piazza del paese poi prendendo una strada che sottopassa il centro storico di Trezzone poi procedendo sempre dritti si arriva alla strada per Caino, il tratto da Trezzone a Vercana è una passeggiata molto bella fra la natura.

## Storia
La località Vercana è già citato negli annessi agli Statuti di Como del 1335, che identificano nei "comunia de Vercana et de Livo" le comunità che, all'interno della pieve di Gravedona, avevano in carico la manutenzione del tratto di via Regina compreso tra il "medio molo de Vercana" e il "tramittem per quem itur intus vineam Stevani Caze de Domaxio".
Nei secoli seguenti Vercana seguì le sorti della pieve di Gravedona, dapprima inserita nel feudo di Nesso donato da Ludovico il Moro a Lucrezia Crivelli (1497) e in seguito inserita con le pievi di Sorico e di Dongo nel feudo delle Tre Pievi, in un primo momento infeudato al Medeghino (1545) e successivamente alla famiglia Gallio, la quale esercitò i propri diritti feudali su Vercana fin'oltre la metà del XVIII secolo.
Per oltre due secoli Vercana fu interessata da un importante fenomeno di migrazione verso la Sicilia, in particolare verso Palermo.
Nel 1751 nel territorio di Vercana si contavano i cassinaggi di Libiana, Obbio, Lignoniga, “Sopra San Silvestro”, Arbosto, Cassera, Vico e Cajno.
Un decreto di riorganizzazione amministrativa del Regno d'Italia napoleonico datato 1807 sancì l'annessione di Vercana assieme a Domaso, decisione cancellata dalla Restaurazione.
Vercana venne ammesso assieme a Livo al comune di Domaso si registrò nel 1928 e durò fino al 1950, anno in cui i comuni ritornano autonomi.

### Simboli
Lo stemma del Comune di Vercana è stato concesso con decreto del presidente della Repubblica del 26 giugno 2006.
Il gonfalone è un drappo di bianco con la bordatura di rosso.
Il campo verde, su cui è raffigurata la lettera iniziale del nome di Vercana, evoca i monti che circondano il paese; la campana è simbolo di unione tra gli abitanti e lo sfondo azzurro allude al lago. Le tre croci rosse sono emblema delle Tre Pievi.

## Monumenti e luoghi d'interesse

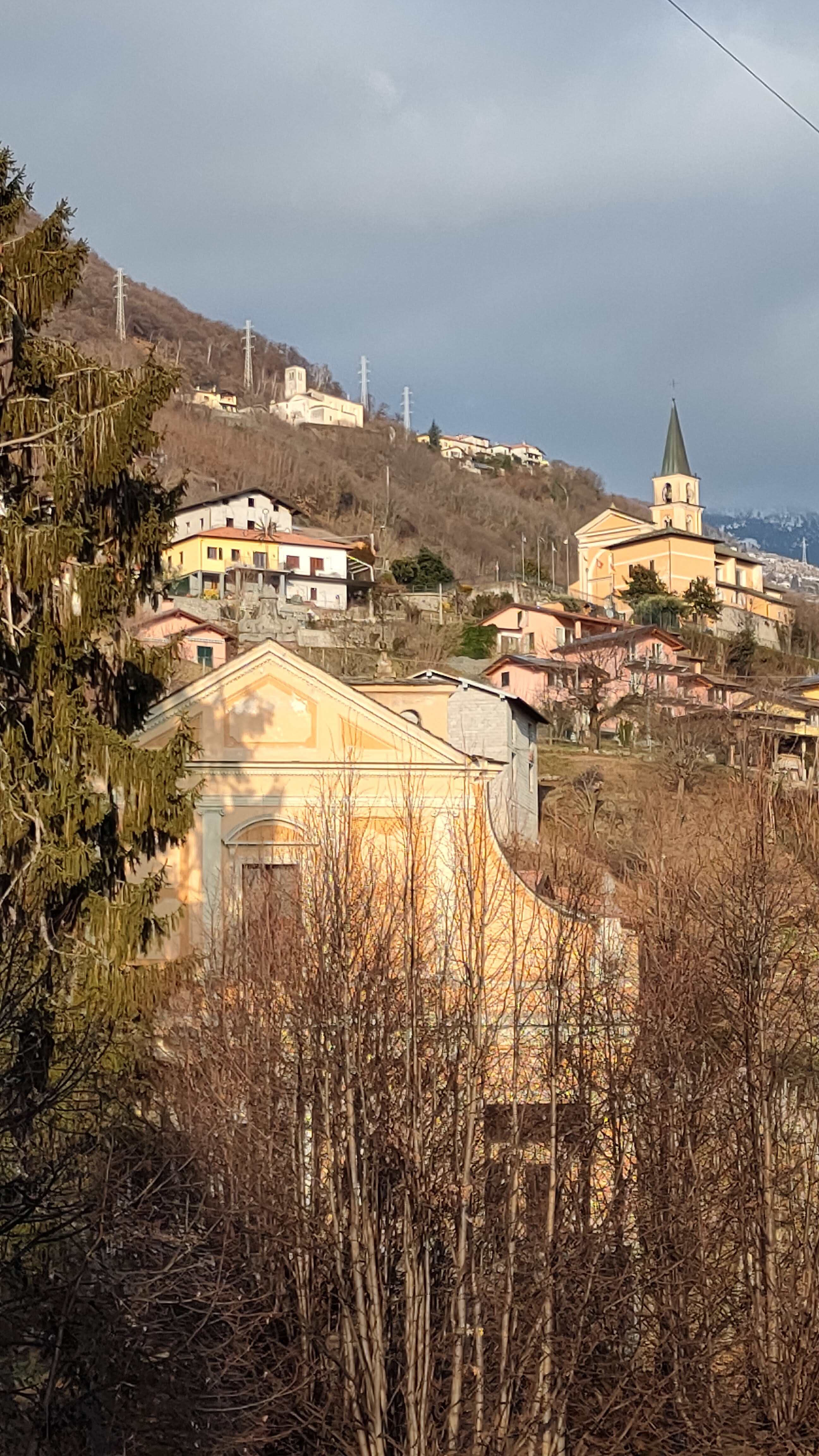
Le tre chiese di Vercana

### Architetture religiose
Vercana ospita tre chiese, disposte a quote differenti dell'abitato. 
Risalendo la strada che si stacca dalla via Regina ci si imbatte innanzitutto nel Santuario della Madonna della Neve, costruito in località Carate nel 1630, in ringraziamento per la fine della peste.
Continuando lungo la strada si trova la chiesa parrocchiale deI Santissimo Salvatore, ricostruita in stile barocco nel XVII secolo sulla base di una precedente chiesa del XV secolo. All'interno della chiesa si trovano un organo Livio Tornaghi del 1845 e opere di Francesco Silva, di Antonio Maria Caraccioli (detto "Caracciolo da Vercana", dal 1770 attivo a Palermo), di Domenico Caresana e dei pittori valsoldesi Pozzo.
A una quota più elevata si trova infine la chiesa di San Sebastiano, posta nella frazione di Caino. La chiesa fu ricostruita nel 1644, in sostituzione di un precedente edificio religioso databile al XV secolo. Oggetto di successivi interventi tra il XVII e il XVIII secolo, la chiesa fu sede di viceparrocchia fino al 1886  e parrocchiale fino al 1986.

## Società

### Evoluzione demografica

#### Demografia pre-unitaria
- 1751: 500 abitanti[7]
- 1771: 624 abitanti[19]
- 1805: 731 abitanti[9]
- 1809: 763 abitanti (prima dell'annessione a Domaso)[9]
- 1853: 1 070 abitanti[10]

#### Demografia post-unitaria
Abitanti censiti

## Geografia antropica

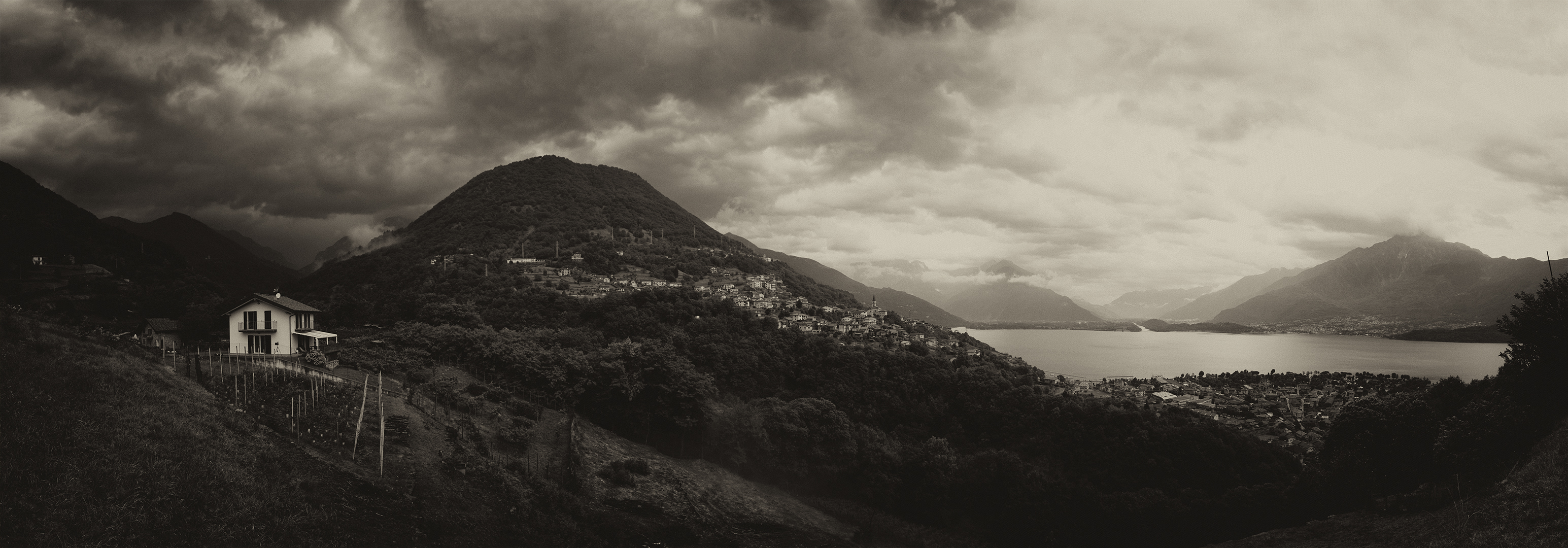
Panoramica su Vercana e il lago

### Frazioni e Frazioni montane
Le frazioni e borgate di Vercana sono: Ca Arbustin, Caino, Arbosto, Cassera, Legnonica, Lubiana, Obbio, Vico e Gurea (Madonna della Neve).
Quelle montanare sono: Runchee, Broggio, Montecucco, Moneglio, Roncate Montecchio, Argigno, Pighè, Verscido, Trobbio, Ampoido, Stabbio, Monfiorito, Zocche, Bragola, Foppe, Baradello, Fassinelli, Piazza, Bellardo, Alpe Graglio, Tabbiadello e Mutti.

## Amministrazione
Il 26 maggio 2019 si è votato sia per le europee sia per le comunali; per le comunali c'era un'unica lista.